# A Borsodi Nyomda egykori épülete (Miskolc)
A Borsodi Nyomda egykori épülete Miskolcon, a Széchenyi István utca 103. szám alatt áll. Az 1880-as években, vagy az előtt épült a Miskolci Hitelintézet számára. A bank új helyre költözése után a Stamberger-féle nyomda és lapkiadó, majd a Borsodi Nyomda üzemelt benne.

## Története
A telken álló elődépületben működött az 1867-ben, Lichtenstein József, Holländer Gusztáv és Tarnay Gyula által alapított Miskolci Hitelintézet, a város második pénzintézete (az első a Miskolci Takarékpénztár volt). A mai épületet a hitelintézet építtette 1880 körül, de a bank 1913-ra új, rangosabb székházat épített a Széchenyi utca 29. alatt, és oda költözött. Ekkor ebben az épületben az emeleten lakásokat alakítottak ki, és itt működött Miskolc hatodik nyomdája, Stamberger Bernát könyvnyomdája és könyvkereskedése. (Őt ezen a téren Szigethy Mihály (1812), Csöglei Tóth Lajos (1842), Deutsch Dávid (1855), Rácz Ádám (1859) és Forster Rezső (1878) előzte meg.) Stamberger Bernátnak három fia volt, mindannyian nyomdászok lettek, közülük Márkus folytatta ebben az épületben a nyomdászatot. 1940-ben a zsidótörvények miatt a nyomdája megszűnt, majd 1949-től a Borsodi Nyomda működött itt. A nyomda az 1956-os forradalomban, az október 25-ei tüntetéssorozat egyik nevezetes helyszíne lett. A Borsodi Nyomda 1968-ig, az új Sajtószékház és Nyomda (Bajcsy-Zsilinszky Endre utca 15.) átadásáig működött az épületben. A földszinti üzlethelyiségek közül a nyugati oldalon évtizedekig gyermekruházati üzlet, a keleti oldali osztott üzletben pedig egy MÁV-jegyiroda volt, a mellette lévő totózó-lottózó mai is megvan.

## Leírása
Az egyemeletes épület a főutca északi oldalán helyezkedik el. Utcai homlokzata héttengelyes, 3+1+3 (esetleg 1+2+1+2+1 axisú) kialakításban. Mai megjelenését döntően befolyásolja a földszinti rész jellegtelen műkő- vagy mészkőborítása, emeleti homlokzata is felújításra szorul. A homlokzat szimmetrikus megjelenésű, a középső tengelyben van a kapubejáró, fölötte hármas erkélynyílást és szép kivitelű, romantikát idéző kovácsoltvas erkélyrácsot helyeztek el. A hármas nyílászárók fölött timpanonos szemöldökpárkány van, ami kihangsúlyozza a ház szimmetriáját. A két szélső tengelybeli ablakokat pilaszterek keretezik, egyébként minden ablak pálcás vakolatkertelésű, a széleken csigás konzolokkal. A szemöldökpárkányok egyenes kivitelűek, alattuk virágos füzérdíszek vannak. Jellegzetes eleme a homlokzatnak a koronázópárkány, amelynek frízében akantuszos-oroszlános konzolok által elválasztott, gyermekfejekkel díszített kazetták vannak. A fríz fölötti geiszon kétlemezes, előre ugró. Az udvari részek dísztelenek, valószínűleg már így is épültek. Az épületben működik a Miskolci Szakképzési Centrum. A jobb oldali üzletportálon egy Szerencsjáték-üzlet működik.
A házat 2019 és 2022 között felújították.

## Képek

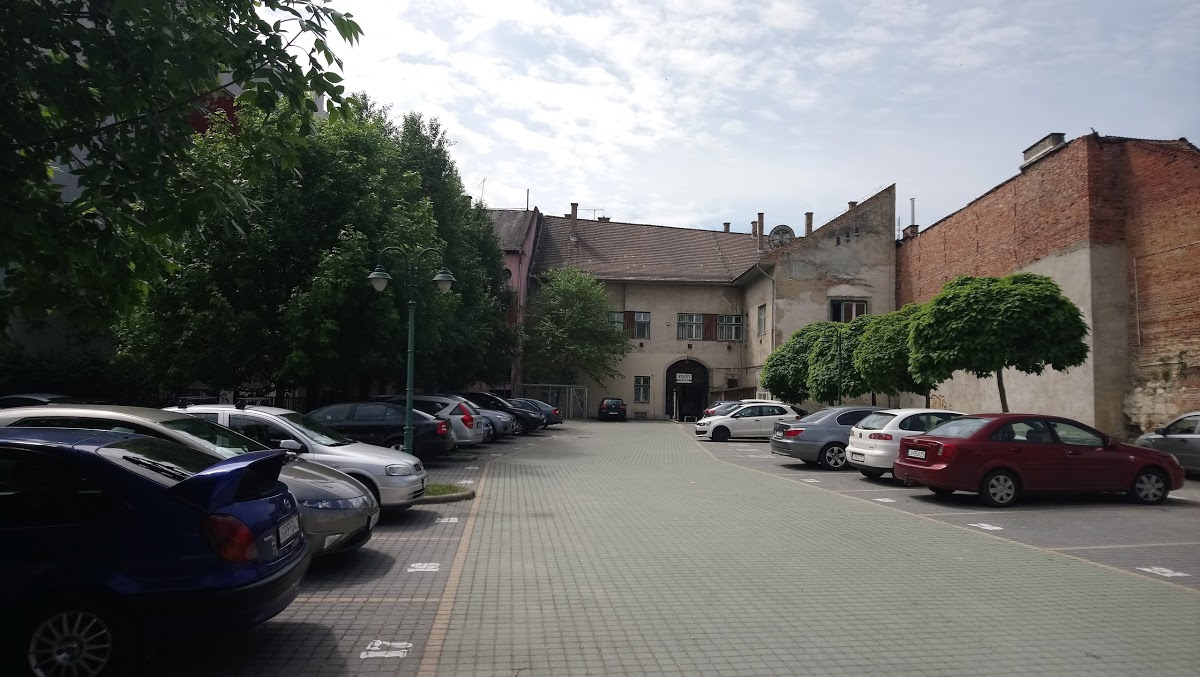
Az épület hátsó, északi frontja, a kialakított parkolóval
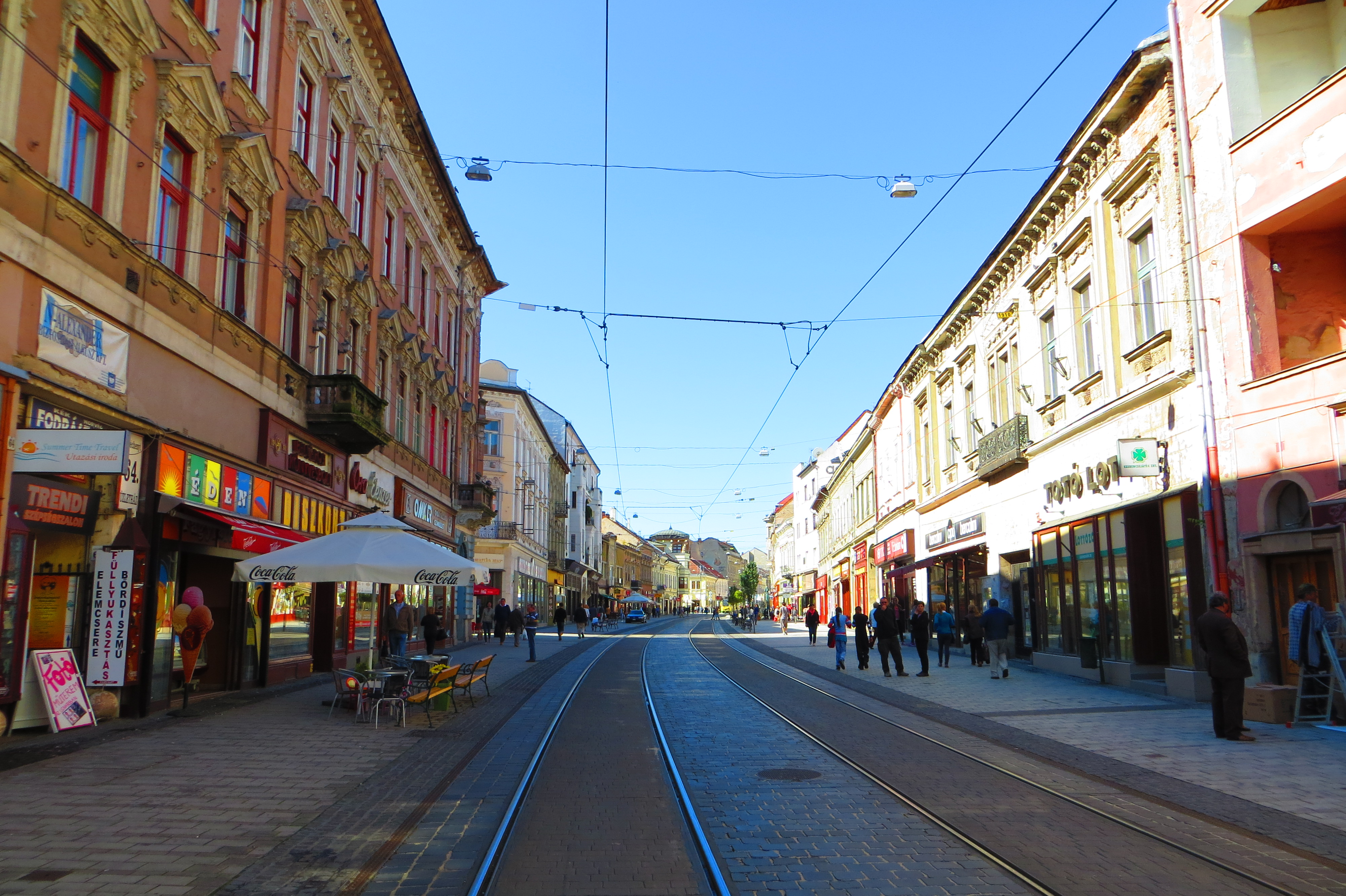
Jobb oldalon a ház
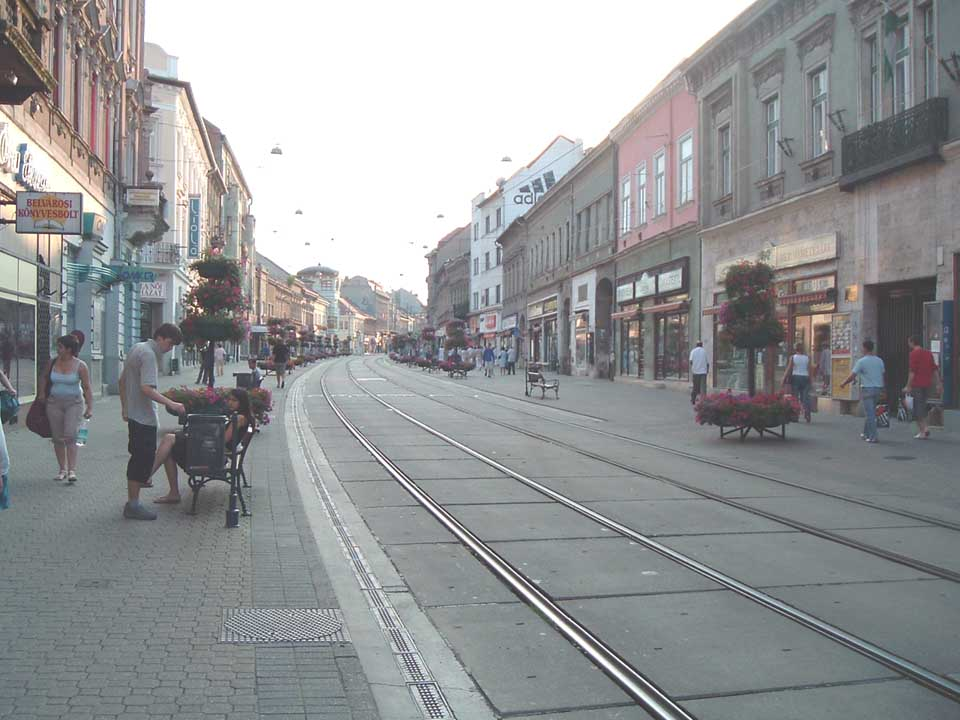
Az épület részlete a jobb oldalon
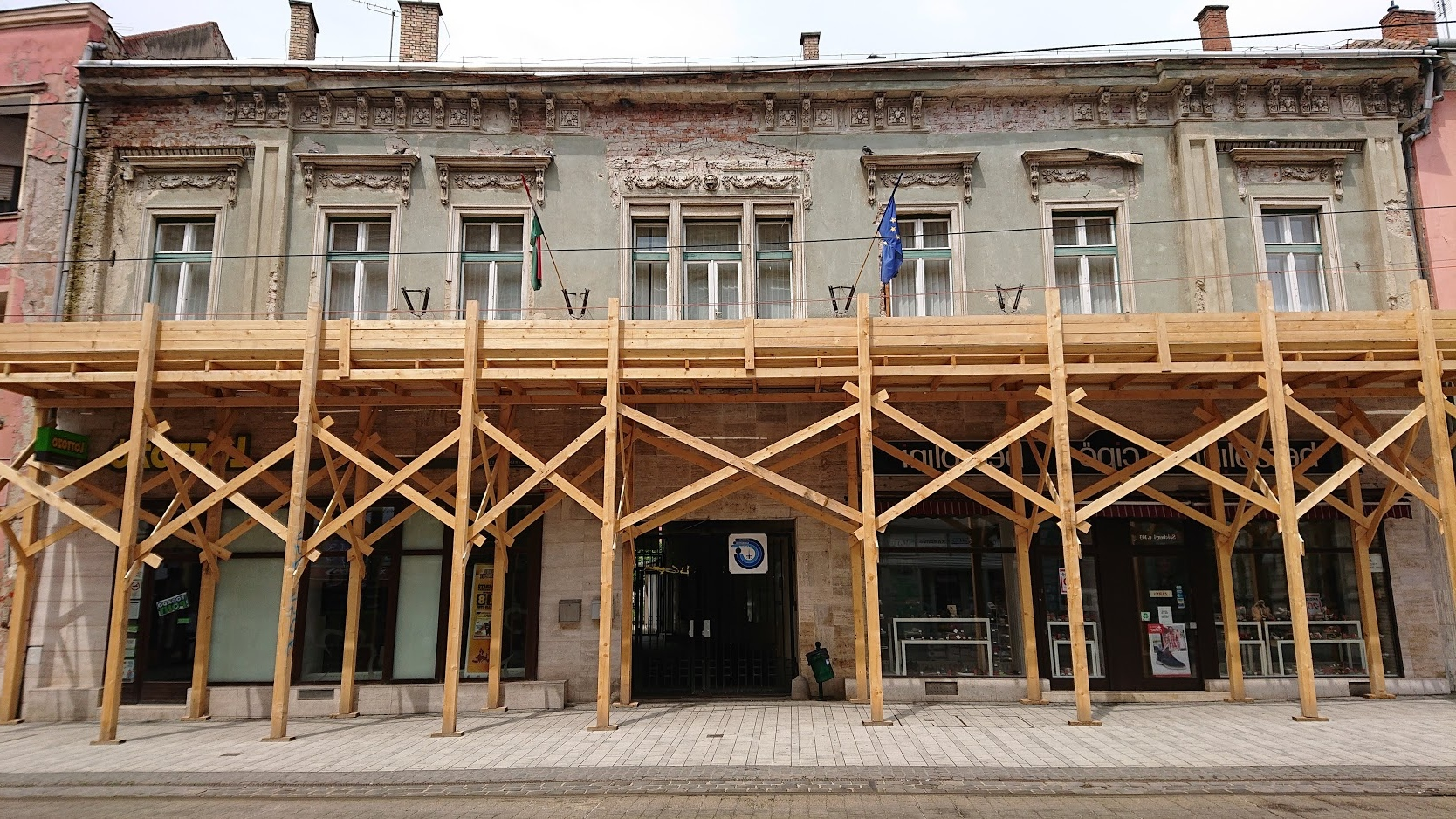
A felállványozott épület 2019-ben